# La Cabrera
La Cabrera è un comune spagnolo di 1 837 abitanti situato nella comunità autonoma di Madrid.